# Nationalliga A (Eishockey) 1947/48
Die Saison 1947/1948 war die zehnte reguläre Austragung der Nationalliga A, der höchsten Schweizer Spielklasse im Eishockey. Schweizer Meister wurde der HC Davos.

## Modus
Im Gegensatz zum Vorjahr wurde die Liga wieder in einer gemeinsamen Gruppe ausgetragen. Jede der acht Mannschaften spielte einmal gegen jeden Gruppengegner, wodurch die Gesamtanzahl der Spiele pro Mannschaft sieben betrug. Meister wurde der Gewinner der Hauptrunde. Für einen Sieg erhielt jede Mannschaft zwei Punkte, bei einem Unentschieden einen Punkt. Bei einer Niederlage erhielt man keine Punkte.

## Abschlusstabelle
| Pl. | Team                      | Sp. | S | U | N | Tore  | Pkt. |
| --- | ------------------------- | --- | - | - | - | ----- | ---- |
| 1.  | HC Davos                  | 7   | 7 | 0 | 0 | 55:13 | 14   |
| 2.  | EHC Arosa                 | 7   | 6 | 0 | 1 | 65:40 | 12   |
| 3.  | EHC Basel-Rotweiss        | 7   | 4 | 1 | 2 | 44:40 | 9    |
| 4.  | Zürcher SC                | 7   | 4 | 0 | 3 | 57:35 | 8    |
| 5.  | Young Sprinters Neuchâtel | 7   | 2 | 2 | 3 | 37:50 | 6    |
| 6.  | SC Bern                   | 7   | 1 | 2 | 4 | 35:53 | 4    |
| 7.  | Montchoisi Lausanne       | 7   | 1 | 1 | 5 | 29:53 | 3    |
| 8.  | Grasshopper-Club          | 7   | 0 | 0 | 7 | 26:64 | 0    |

Der HC Davos dominierte die Liga mit sieben Siegen in sieben Spielen bei einem Torverhältnis von 55:13 und gewann damit den 20. Schweizer Meistertitel der Vereinsgeschichte.